# اليرموك (عمان)
منطقة اليرموك إحدى مناطق أمانة عمان الكبرى التي تشكل لواء قصبة عمان التابع لمحافظة العاصمة في المملكة الأردنية الهاشمية. تقع في الجزء الأوسط من العاصمة الأردنية عمّان وتتكون من ثلاثة أحياء أو تجمعات سكنية .

## مساحتها
تبلغ مساحتها (5.502) كم مربع وبنسبة 44.6% من مجموع مساحة أمانة عمان الكبرى وبعدد سكان (207.866 نسمة).

## الحدود التنظيمية
تحدها تنظيمياً عدة مناطق هي المدينة، القويسمة، النصر، راس العين.